# Robert Maddix
 (mai 2021).
Si vous disposez d'ouvrages ou d'articles de référence ou si vous connaissez des sites web de qualité traitant du thème abordé ici, merci de compléter l'article en donnant les références utiles à sa vérifiabilité et en les liant à la section « Notes et références ».
Robert Maddix, né le 26 septembre 1960 à Wellington, est un homme politique canadien. 
Il a représenté les circonscriptions de 3e Prince puis d'Evangeline-Miscouche à l'Assemblée législative de l'Île-du-Prince-Édouard du 29 mars 1993 au 18 novembre 1996 pour le Parti libéral de l'Île-du-Prince-Édouard.
Il est le premier à avoir reçu le Provincial Acadian Youth Award.